# Mangora rondonia
Mangora rondonia là một loài nhện trong họ Araneidae.
Loài này thuộc chi Mangora. Mangora rondonia được Herbert Walter Levi miêu tả năm 2007.